# Anne-Sophie de Schwarzbourg-Rudolstadt
La princesse Anne Sophie de Schwarzbourg-Rudolstadt (9 septembre 1700 – 11 décembre 1780) est une princesse de Schwarzbourg-Rudolstadt.
Elle est la fille de Louis-Frédéric Ier de Schwarzbourg-Rudolstadt (15 octobre 1667 – 24 juin 1718) et d'Anne-Sophie de Saxe-Gotha-Altenbourg (1670-1728).

## Famille
Le 2 janvier 1723 à Rudolstadt, elle épouse François-Josias de Saxe-Cobourg-Saalfeld. Ils ont :
- Ernest-Frédéric de Saxe-Cobourg-Saalfeld (Saalfeld, le 8 mars 1724 – Cobourg, le 8 septembre 1800), arrière-grand-père du roi Léopold II de Belgique, de Charlotte du Mexique, de la reine Victoria et du prince Albert ;
- Jean-Guillaume de Saxe-Cobourg-Saalfeld (Cobourg, 11 mai 1726 – tombé au champ d'honneur à Hohenfriedberg, 4 juin 1745);
- Anne-Sophie de Saxe-Cobourg-Saalfeld (Cobourg, 3 septembre 1727 – Cobourg, 10 novembre 1728) ;
- Christian François de Saxe-Cobourg-Saalfeld (Cobourg, 25 janvier 1730 – Cobourg, 18 septembre 1797) ;
- Charlotte de Saxe-Cobourg-Saalfeld (Cobourg, 24 septembre 1731 – Schwerin, 2 août 1810), mariée le 13 mai 1755 à Louis de Mecklembourg-Schwerin ;
- Frédérique Madeleine de Saxe-Cobourg-Saalfeld (Cobourg, 21 août 1733 – Cobourg, 29 mars 1734) ;
- Frédérique Caroline de Saxe-Cobourg-Saalfeld (Cobourg, 24 juin 1735 – Schloß Schwaningen, 18 février 1791), mariée le 22 novembre 1754 à Charles-Alexandre de Brandebourg-Ansbach-Bayreuth ;
- Frédéric Josias de Saxe-Cobourg-Saalfeld (Palais Ehrenbourg, Cobourg, 26 décembre 1737 – Cobourg, le 26 février 1815).

## Les titres
- 9 septembre 1700 – 2 janvier 1723 : Son Altesse Sérénissime la princesse Anne Sophie de Schwarzbourg-Rudolstadt
- 2 janvier 1723 - 16 septembre 1764 : Son Altesse Royale la duchesse de Saxe-Cobourg-Saalfeld
- 16 septembre 1764 - 11 décembre 1780 : Son Altesse Royale la duchesse douairière de Saxe-Cobourg-Saalfeld